# Vladimír Hučín
Vladimír Hučín (* 25. května 1952 Gottwaldov) byl před rokem 1989 disidentem, v 90. letech důstojníkem BIS. Jde pravděpodobně o jediného představitele českého disentu, jenž se v době normalizace pokoušel rovněž o odboj, jenž se blížil odboji ozbrojenému. Za tuto činnost mu byl v roce 2014 přiznán status válečného veterána.
Hučín na veřejnosti rovněž ostře kritizuje polistopadovou politickou reprezentaci Česka, zejména Jiřího Paroubka.
Je členem Klubu angažovaných nestraníků (KAN).

## Činnost během komunistické diktatury

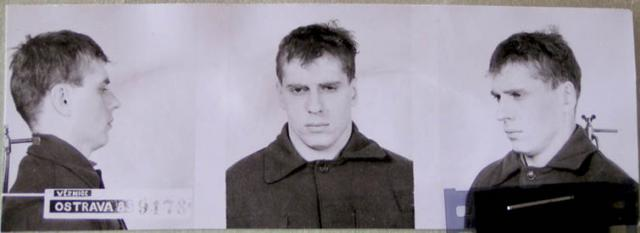
Fotografie z vězeňského spisu Vladimíra Hučína.

V 70. letech mj. ničil pomocí výbušnin vlastní výroby komunistické vývěsky. V roce 1973 pomocí termitu zcela zničil obrovský transparent „Se Sovětským svazem na věčné časy a nikdy jinak“, zapálil stánek s tiskovinami ze Sovětského svazu, podílel se na útoku proti klubovně SSM. Rozšiřoval (pomocí vodíkových balonů) protisovětské a protikomunistické letáky. Zorganizoval rovněž útok výbušninou na dům (vrata) agenta StB Antonína Mikeše (byl však podle Hučína organizován tak, aby nikdo nebyl zraněn). Slzným plynem narušoval komunistické demonstrace (např. oslavu Velké říjnové socialistické revoluce v roce 1975). Provedl sabotáž proti koloně sovětských okupačních vojsk. Plánoval rovněž útok slzným plynem na koncert amerického levicového zpěváka Deana Reeda (konal se v létě 1976) a útok na nově postavenou sochu Klementa Gottwalda. Byl čtyřikrát odsouzen, z toho dvakrát pro nedovolené ozbrojování, ve vězení strávil celkem 40 měsíců. V roce 1987, po propuštění z výkonu trestu, podepsal Chartu 77.
Podle Tomáše Vlacha začal v roce 1972 spolupracovat jako informátor SNB, ale brzy s ním byla spolupráce ukončena. Hučín a jeho příznivci to odmítají jako velmi nepřesné a v podrobnostech lživé vyjádření, ve skutečnosti sloužící k Hučínově dehonestaci – podle nich mělo jít o to, že Hučín v roce 1971 upozornil Veřejnou bezpečnost na to, že opilí příslušníci Lidových milicí rozstříleli 200 let starou sochu sv. Šebestiána.

## Po roce 1989
Po roce 1989 usiloval o úplnou rehabilitaci, které postupně dosáhl. V letech 1990–1991 pracoval jako předseda Občanské komise v Přerově (tyto komise se vyjadřovaly k dalšímu působení příslušníků SNB ve funkcích, měly vliv např. i na vydání zbrojních povolení).

### FBIS, BIS
1. září 1991 se stal na doporučení Konfederace politických vězňů příslušníkem FBIS (později BIS), zabýval se především monitorováním levicového extrémismu, pracoval také v týmu, který měl objasnit pumové útoky v Přerově. V době, kdy se dostala k moci ČSSD, se začaly objevovat spekulace, že na nich měl sám podíl, byl postupně zbaven pravomocí a nakonec z BIS i propuštěn. Byl obžalován mj. z toho, že sám podněcoval levicový extrémismus, aby mohl upozorňovat na jeho nebezpečí, z nedovoleného ozbrojování atd. Bylo mu rovněž vyčítáno, že nadřízeným odmítal prozradit své zdroje.

### Proces
V únoru 2002 s ním začal soudní proces, který byl neveřejný s odůvodněním, že se projednávají utajované skutečnosti.
Body obžaloby:
(Zpracováno podle  Archivováno 27. 9. 2007 na Wayback Machine. (Osvobozující rozsudek Okresního soudu v Přerově ze dne 24. 11. 2005)

#### 1. nedovolené ozbrojování
Vladimír Hučín měl nejmíň od konce roku 1998 do prosince 2000 v Přerově ve dvou případech získat (od Vlastimila Švédy) a mít v držení výbušninu na bázi HMTD (hexametylentriperoxidiamin). Rovněž měl protizákonně nabýt a vlastnit výbušku V 30-b a časovanou milisekundovou rozbušku, stupeň 10. Podle Vladimíra Hučína i znaleckého posudku je však Švéda psychicky narušenou osobností, navíc Hučín by jeho pomoc při získávání výbušnin nepotřeboval.
(Rozsudek  Archivováno 27. 9. 2007 na Wayback Machine.
 Archivováno 27. 9. 2007 na Wayback Machine.
 Archivováno 27. 9. 2007 na Wayback Machine. a jeho odůvodnění  Archivováno 27. 9. 2007 na Wayback Machine.
 Archivováno 27. 9. 2007 na Wayback Machine.
 Archivováno 27. 9. 2007 na Wayback Machine.
 Archivováno 27. 9. 2007 na Wayback Machine.
 Archivováno 27. 9. 2007 na Wayback Machine.
 Archivováno 27. 9. 2007 na Wayback Machine.)

#### 2. neuposlechnutí rozkazu podle par. 273, odst. 1 trestního zákona
Hučín odmítl uposlechnout rozkazu svých nadřízených, a nevydal informace o svých zdrojích (informátorech, údajně pracujících uvnitř extrémně levicových organizací). Podle Hučína by je tím ohrozil, když tři z jeho informátorů prý předtím zemřeli za ne zcela vyjasněných okolností. Podle soudu toto neuposlechnutí rozkazu vzhledem k okolnostem ani nebylo trestným činem.
(Rozsudek  Archivováno 27. 9. 2007 na Wayback Machine. a odůvodnění
 Archivováno 27. 9. 2007 na Wayback Machine.
 Archivováno 27. 9. 2007 na Wayback Machine.
 Archivováno 27. 9. 2007 na Wayback Machine.
 Archivováno 27. 9. 2007 na Wayback Machine.
 Archivováno 27. 9. 2007 na Wayback Machine.)

#### 3. zneužití pravomoci veřejného činitele dle par. 158, trestního zákona
Hučín měl podle policie svého informátora a spolupracovníka Jiřího Metelku ponoukat k organizování extrémně levicových akcí (viz další bod), a dokonce k provedení výbuchu, čímž měly být ve veřejnosti vzbuzeny obavy z levicového extremizmu. Zároveň si tak měl pomoct ve své snaze o rehabilitaci. Podle soudu toto jednání nebylo prokázáno.
(Rozsudek  Archivováno 27. 9. 2007 na Wayback Machine. a odůvodnění
 Archivováno 27. 9. 2007 na Wayback Machine.
 Archivováno 27. 9. 2007 na Wayback Machine.)

#### 4. Šíření poplašné zprávy
Hučín měl nejméně od roku 1999 do roku 2001 šířit v Konfederaci politických vězňů a KAN i ve hromadných sdělovacích prostředcích informace o sílícím nebezpečí extrémní levice, což dokládal mj. články z novin Nové Bruntálsko, ačkoliv podle obžaloby musel vědět, že za nimi stojí jeho spolupracovník Metelka. Podle soudu obvinění nebylo prokázáno.
(Rozsudek  Archivováno 27. 9. 2007 na Wayback Machine. a jeho zdůvodnění  Archivováno 27. 9. 2007 na Wayback Machine.
 Archivováno 27. 9. 2007 na Wayback Machine.
 Archivováno 27. 9. 2007 na Wayback Machine.)

#### 5. ohrožení utajovaných skutečností
Hučín měl ohrozit utajované skutečnosti svým nakládáním s dokumenty BIS (stupeň utajení důvěrné a vyhrazené), které podle obžaloby neoprávněně shromažďoval, přechovával a šířil. Podle soudu však jmenované jednání Hučína vzhledem k okolnostem nebylo trestným činem, resp. trestný čin nebyl prokázán. Hučín navíc upozorňoval, že řadu materiálů měl v držení proto, že byl donucen po svém vyhazovu z BIS svou kancelář vyklidit za pouhou hodinu.
(Rozsudek  Archivováno 27. 9. 2007 na Wayback Machine. a jeho zdůvodnění
 Archivováno 27. 9. 2007 na Wayback Machine.
 Archivováno 27. 9. 2007 na Wayback Machine.
 Archivováno 27. 9. 2007 na Wayback Machine.)

#### 6. neoprávněné nakládání s osobními údaji
Hučín měl neoprávněně shromažďovat osobní data občanů v souvislosti se svou prací v BIS. Šlo mimo jiné i o materiály o spolupracovnících StB, příslušníků Pomocné stráže Veřejné bezpečnosti etc. Podle soudu ani toto nebylo trestným činem. Hučín část z těchto materiálů získal v době svého působení v občanských komisích.
(Rozsudek
 Archivováno 27. 9. 2007 na Wayback Machine.
 Archivováno 27. 9. 2007 na Wayback Machine.
a jeho zdůvodnění
 Archivováno 27. 9. 2007 na Wayback Machine.
 Archivováno 27. 9. 2007 na Wayback Machine.
 Archivováno 27. 9. 2007 na Wayback Machine.
 Archivováno 27. 9. 2007 na Wayback Machine.)

#### 7. zneužití sociálních dávek
Hučín měl údajně ve spolupráci se svým lékařem připravit pojišťovnu o 7 600 Kč. (Údajně antedatovaná neschopenka).
Hučín se bránil, že obžaloba je vykonstruovaná a že měl být z BIS odstraněn kvůli tomu, že důrazně upozorňoval na pronikání komunistů do justice a státní správy. Řada okolností procesu, mj. to, že byl neveřejný a některé podezřelé okolnosti, vyvolala na veřejnosti pobouření. V listopadu 2005 Okresní soud v Přerově zprostil Vladimíra Hučína obžaloby v plném rozsahu. Státní zástupce se proti rozsudku odvolal, ale 21. dubna 2006 olomoucká pobočka Krajského soudu v Ostravě osvobozující rozsudek potvrdila, pouze v bodě 2 (neuposlechnutí rozkazu) přerovský rozsudek změnila, ale rovněž ve prospěch Hučína.

## Apel na věrohodné vyšetření tzv. aféryJiřího Čunka
V únoru 2007 senátor Jaromír Štětina při jednání Senátu o vydání Jiřího Čunka uvedl, že státní zástupce Radim Obst, jenž má Čunkovo trestní stíhání na starosti, spolupracoval s agenty a důstojníky StB, Hučín podle Štětiny zachránil dokumenty, které toto dokazují, to mělo být zároveň důvodem, proč se ho Radim Obst snažil zbavit. Podle Hučína Obst rovněž neměl dostat bezpečnostní prověrku. Vladimír Hučín v této souvislosti upozorňoval na skutečnost, že obvinění Jiřího Čunka vyšetřovali lidé, kteří se zdiskreditovali již styky s představiteli komunistického režimu a účastí v komplotu proti Vladimírovi Hučínovi na počátku nového tisíciletí. Vladimír Hučín i Jaromír Štětina nikdy neposuzovali případnou vinu nebo nevinu Jiřího Čunka, ale trvali na věrohodném šetření jeho případu s vyloučením zdiskreditovaných osob ve státní správě.

## Politická angažovanost

### První kandidatura do Senátu
V srpnu 2006 oznámil svou kandidaturu ve volbách do Senátu ve volebním obvodě č. 62 (Prostějov) , . Z četných nabídek, mj. KANu, jehož je členem, si jako nezávislý vybral kandidátku Konzervativní strany v obvodě č. 62 - Prostějov  Archivováno 16. 10. 2006 na Wayback Machine.. Jeho volebním manažerem a tiskovým mluvčím byl zpěvák a aktivista Zbyněk Ziggy Horváth. Ve volbách však neuspěl, nedostal se ani do druhého kola, v prvním dostal 4 838 hlasů, tj. 11,10 %.

### Druhá kandidatura do Senátu
7. února 2007 byla senátorka za Senátní obvod č. 63 - Přerov Jitka Seitlová zvolena zástupkyní veřejného ochránce práv (ombudsmana), 14. února 2007 se v souvislosti s tím vzdala funkce senátorky (její volební období by jinak skončilo až v roce 2008), prezident Václav Klaus v reakci na to vyhlásil doplňovací volby na 27. a 28. dubna 2007, kterých se Hučín hodlal znova zúčastnit. Nejvyšší státní zástupkyně Renata Vesecká však poté podala dovolání proti osvobozujícímu rozsudku soudu, Nejvyšší soud dovolání zamítl v pěti bodech, jeden bod ale olomouckému soudu vrátil (neuposlechnutí rozkazu), Hučín tak byl připraven o možnost kandidovat v doplňovacích volbách ve svém domovském obvodě. Poslední žaloby byl Vladimír Hučín zproštěn odvolacím soudem v Olomouci 2. května 2007.
Vladimír Hučín pak ve svém domovském volebním obvodě (č. 63 Přerov) jako nezávislý kandidát na kandidátní listině Klubu angažovaných nestraníků (KAN) kandidoval na senátora v řádných senátních volbách v říjnu 2008 a získal 3 753, tj. 10,34 % hlasů.

### Volby do Evropského parlamentu 2014
Ve volbách do Evropského parlamentu v roce 2014 kandidoval na 4. místě kandidátky Klubu angažovaných nestraníků, ale neuspěl.